# Lục Binh
Lục Binh (tiếng Trung: 陆兵; tiếng Tráng: Luz Bing; sinh tháng 10 năm 1944) là chính khách nước Cộng hòa Nhân dân Trung Hoa. Ông là Chủ tịch Chính phủ Nhân dân Khu tự trị dân tộc Choang Quảng Tây từ năm 2004 đến năm 2007.

## Tiểu sử

### Thân thế
Lục Binh là người Tráng sinh tháng 10 năm 1944, người Vũ Minh, tỉnh Quảng Tây.

### Giáo dục
Tháng 9 năm 1964 đến tháng 12 năm 1968, Lục Binh theo học chuyên ngành lịch sử khoa lịch sử tại Học viện Sư phạm Quảng Tây.
Tháng 8 đến tháng 11 năm 1978, ông theo học tại Trường Đảng Địa ủy Nam Ninh Quảng Tây.
Tháng 3 đến tháng 6 năm 1981, ông theo học tại Trường Đảng khu ủy Khu tự trị dân tộc Choang Quảng Tây.
Tháng 9 đến tháng 12 năm 2000, ông theo học lớp nâng cao cán bộ cấp tỉnh bộ tại Trường Đảng Trung ương Đảng Cộng sản Trung Quốc.

### Sự nghiệp
Tháng 12 năm 1968, Lục Binh rèn luyện lao động nông trường đơn vị 0547 tại huyện Giang Vĩnh, tỉnh Hồ Nam.
Tháng 3 năm 1970, ông về công tác ở Văn phòng Huyện ủy Long An, thư ký Văn phòng Ủy ban cách mạng huyện Long An, tỉnh Quảng Tây. Tháng 10 năm 1976, Lục Binh gia nhập Đảng Cộng sản Trung Quốc. Tháng 7 năm 1977, ông được bổ nhiệm làm Bí thư Đảng ủy công xã Đô Kết, Chủ nhiệm Ủy ban cách mạng công xã Đô Kết, huyện Long An, tỉnh Quảng Tây.
Tháng 12 năm 1980, ông được bổ nhiệm làm Phó Bí thư Huyện ủy Long An, tỉnh Quảng Tây. Tháng 5 năm 1984, ông được bổ nhiệm giữ chức Bí thư Huyện ủy Long An. Tháng 4 năm 1985, ông được luân chuyển làm Phó Bí thư Địa ủy địa khu Nam Ninh nay là thành phố Nam Ninh, thủ phủ khu tự trị dân tộc Choang Quảng Tây. Tháng 2 năm 1990, ông được bổ nhiệm giữ chức Bí thư Địa ủy địa khu Nam Ninh.
Tháng 4 năm 1992, ông được bổ nhiệm làm Chủ nhiệm Ủy ban Nông nghiệp Khu tự trị dân tộc Choang Quảng Tây, Chủ nhiệm Phòng Nghiên cứu nông nghiệp Khu ủy khu tự trị dân tộc Choang Quảng Tây, Chủ nhiệm Trung tâm nghiên cứu nông nghiệp Chính phủ nhân dân Khu tự trị dân tộc Choang Quảng Tây.
Tháng 1 năm 1993, Lục Binh được bổ nhiệm giữ chức Phó Chủ tịch Chính phủ nhân dân Khu tự trị dân tộc Choang Quảng Tây. Tháng 12 năm 1997, ông được bổ nhiệm làm Phó Bí thư khu ủy Khu tự trị dân tộc Choang Quảng Tây. Tháng 5 năm 1998, ông được bổ nhiệm giữ chức Phó Bí thư khu ủy Khu tự trị dân tộc Choang Quảng Tây kiêm Bí thư Ủy ban Chính trị Pháp luật khu ủy Khu tự trị dân tộc Choang Quảng Tây. Tháng 12 năm 2001, ông thôi kiêm nhiệm chức vụ Bí thư Ủy ban Chính trị Pháp luật khu ủy Khu tự trị dân tộc Choang Quảng Tây.
Tháng 4 năm 2003, Lục Binh được bổ nhiệm giữ chức Phó Bí thư khu ủy Khu tự trị, Phó Chủ tịch Chính phủ nhân dân Khu tự trị dân tộc Choang Quảng Tây, quyền Chủ tịch Chính phủ nhân dân Khu tự trị Quảng Tây. Tháng 1 năm 2004, ông chính thức được bầu làm Chủ tịch Chính phủ nhân dân Khu tự trị dân tộc Choang tỉnh Quảng Tây.
Ngày 21 tháng 10 năm 2007, tại phiên bế mạc của Đại hội Đảng Cộng sản Trung Quốc lần thứ 17, Lục Binh được bầu làm Ủy viên Ủy ban Trung ương Đảng Cộng sản Trung Quốc khóa XVII. Tháng 12 năm 2007, Lục Binh thôi giữ chức vụ Chủ tịch Chính phủ nhân dân Khu tự trị dân tộc Choang Quảng Tây, Mã Biểu được bổ nhiệm làm quyền Chủ tịch Chính phủ nhân dân Khu tự trị dân tộc Choang tỉnh Quảng Tây thay thế.
Tháng 3 năm 2008, Lục Binh được bầu làm Ủy viên Ủy ban Thường vụ Đại hội đại biểu Nhân dân toàn quốc khóa XI, Phó Chủ nhiệm Ủy ban Dân tộc của Đại hội đại biểu Nhân dân toàn quốc (Quốc hội Trung Quốc) khóa XI nhiệm kỳ 2008 đến năm 2013.